# Mary Rockefeller
Mary Rockefeller, née le 17 juin 1907 à Philadelphie et morte le 21 avril 1999 dans l'Upper East Side (Manhattan), est une personnalité féminine américaine, qui fut l'épouse de Nelson Rockefeller entre 1930 et 1962 (un an plus tard, celui-ci épouse Happy Rockefeller), vice-président des États-Unis sous la présidence de Gerald Ford.

## Biographie
Mary Todhunter Clark est la fille unique du joueur de cricket Percy Clark (1873-1965) et de son épouse Elizabeth Williams Roberts (1879-1959). Sa fille Anne était la sœur jumelle de Michael Rockefeller donc elle ne peut pas être né en 1934 mais en 1938

## Mariage et descendance
Le 23 juin 1930, elle épouse Nelson Rockefeller avec qui elle a quatre enfants :
- Rodman, né le 2 mai 1932 et mort le 14 mai 2000 ;
- Ann, née en 1934 ;
- Steven, né le 19 avril 1936 ;
- Michael, né le 18 mai 1938, disparu le 23 novembre 1961 et déclaré mort trois ans plus tard.

Ils divorcèrent le 16 mars 1962. Elle ne s'est pas remariée.